# Paula Ngauamo

a Compétitions nationales et continentales officielles uniquement.

b Matchs officiels uniquement.
Dernière mise à jour le 2 juillet 2024.
Paula Ngauamo, né le 19 février 1990 à Christchurch (Nouvelle-Zélande), est un joueur de rugby à XV international tongien évoluant au poste de talonneur (1,85 m pour 122 kg). 

## Carrière

### En club
À partir de 2010, Paula Ngauamo évolue avec la province de Canterbury qui dispute le NPC. Il peine cependant à s'imposer, et ne dispute que quatre matchs en deux saisons. 
En 2012, il part en Australie disputer le Shute Shield avec West Harbour. La saison suivante, il revient en Nouvelle-Zélande et joue en amateur avec Sydenham Rugby.
En 2014, alors qu'il devait initialement rejoindre le club français de Bergerac en Fédérale 1, il rejoint finalement l'US Oyonnax en Top 14 en tant que joker médical de Neil Clark,. 
À l'issue de la saison 2014-2015, il signe pour deux saisons au Stade montois en Pro D2. 
En 2017, il signe au SU Agen en tant que joker médical de Marc Barthomeuf. En janvier 2018, après de solides performances, il prolonge son contrat jusqu'à la fin de la saison en tant que "joueur supplémentaire",. En avril de cette même année, il prolonge encore son engagement avec le club agenais jusqu'en 2020.
En janvier 2021, après des incidents extra-sportifs, il est libéré de son contrat avec Agen et rejoint dans la foulée le Castres olympique,. Au terme de sa deuxième saison, il dispute en tant que remplaçant la finale perdue face à Montpellier. En juin 2023, après une saison où a été peu utilisé par le club tarnais, il n'est pas conservé et quitte le club.
Il reste ensuite sans club pendant plusieurs mois, avant de s'engager avec l'USA Limoges en Championnat de France de rugby à XV de Nationale 2 en décembre 2023. À la fin de la saison, dans la foulée de la relégation du club en Fédérale 1, il quitte le club.

### En équipe nationale
Paula Ngauamo a joué avec l'équipe de Nouvelle-Zélande des moins de 20 ans lors du championnat du monde junior 2010,.
Il obtient sa première cape internationale avec l'équipe des Tonga le 7 juin 2014 à l’occasion d’un match contre l'équipe des Samoa.
Il fait partie du groupe tongien sélectionné par Mana Otai pour participer à la Coupe du monde 2015 en Angleterre. Il dispute trois matchs de la compétition contre la Géorgie, la Namibie et la Nouvelle-Zélande.
En 2019, il est retenu dans le groupe tongien pour disputer la Coupe du monde au Japon. Il dispute trois matchs dans cette compétition, contre l'Argentine, la France et les États-Unis.
En juin 2023, il est sélectionné au sein du groupe tongien retenu pour préparer la Coupe du monde 2023 en France. Il est ensuite retenu au sein du groupe définitif pour le Mondial français le 21 août 2023. Il joue les quatre matchs de son équipe lors de la compétition, tous en tant que titulaire.

## Palmarès

### En club
- Vainqueur du NPC en 2010 et 2011 avec Canterbury
- Finaliste du Championnat de France en 2022 avec le Castres olympique

### En équipe nationale
- Vainqueur de la Coupe du monde junior en 2010

## Statistiques internationales
- 31 sélections avec les Tonga depuis 2014.
- 10 points (2 essais).

- Participation à la Coupe du monde en 2015 (3 matchs), 2019 (3 matchs) et 2023 (4 matchs).